# Биркгоф, Джордж Дэвид
Джордж Дэвид (Дейвид) Би́ркгоф (Биркхоф) (англ. George David Birkhoff; 21 марта 1884, Оверайсел, Мичиган, США — 12 ноября 1944, Кембридж, Массачусетс, США) — американский математик.
Член Национальной академии наук США (1918), Папской академии наук (1936).
Среди его учеников наиболее известны Марстон Морс и Хасслер Уитни.
Сын — математик Гаррет Биркгоф.

## Вклад
Известен прежде всего работами по статистической механике и эргодической теории.
Положил основание общей теории динамических систем, выделив в них особенно интересные классы движений — центральные и рекуррентные движения.
Научные работы затрагивали различные аспекты теории относительности, квантовой механики. В 1923 году совместно с Рудольфом Лэнгером (англ. Rudolf Ernest Langer) опубликовал монографию «Относительность и современная физика». В том же году опубликовал доказательство теоремы о том, что решение Шварцшильда является локально единственным сферически симметричным вакуумным решением уравнений Эйнштейна. Положил начало теории гиперциклических операторов. Известен также разработанный им оригинальный вариант теории гравитации.
Предложил математическую теорию эстетики в работе 1933 года «Эстетическая мера».
- Доказал последнюю теорему Пуанкаре.
- Аксиомы Биркгофа
- Одним из первых доказал эквивалентный вариант теоремы Гротендика о расщеплении.

## Признание
- Президент Американского математического общества в 1925—1926 годах.
- В честь Джорджа Биркгофа в 1970 году назван кратер на Луне.

## Публикации, переведённые на русский язык
- Биркгоф, Дж. Д. Природа, влияние и значение относительности: пер. с англ. А. Р. Логунова под ред. к.ф.-м.н. А. В. Борисова. — Ижевск: НИЦ «Регулярная и хаотическая динамика», 2001, 176 с.
- Биркгоф Дж. Д. Динамические системы. — М.: Гостехиздат, 1941 (2-е изд.- 1999), 406 с. — Классическая монография одного из самых значительных математиков XX века. После выхода этой книги динамические системы стали отдельной интенсивно развивающейся областью математики.